# Pachuco y la Cubanacán
Pachuco y la Cubanacán est un groupe de musique tropicale chilien. Il est à l'origine formé en 1954 sous le nom de Orquesta Cubanacán. Au cours de sa longue carrière, il a traversé différents styles de musique de danse tropicale. Ils ont commencé par le mambo et le cha-cha-cha, puis sont passés au merengue et à la cumbia,.

## Biographie
Il est formé en 1954 par des musiciens militaires pendant leur temps libre, mais des civils ont rapidement rejoint l'orchestre. Son nom, La Cubanacán, vient d'un orchestre de La Havane dirigé par le flûtiste Alberto Socarrás. Leur répertoire original consistait en un répertoire cubain de mambo, cha-cha-cha, guarachas et boléros. En 1956, le groupe, qui était sous la direction du tromboniste Luis Molina, obtient un contrat pour se produire pendant un mois à Coquimbo ; cela entraîne le départ de plusieurs des membres en uniforme, car la plupart d'entre eux n'étaient pas autorisés à quitter leurs fonctions militaires pour ce contrat. Seuls le leader Luis Molina, qui a obtenu un congé, et le trompettiste Ricardo Barrios, qui a demandé à partir directement, sont maintenus. Pour compenser ces départs, le Cubanacán incorpore les frères saxophonistes Kiko et Juan Azúa,.
À Coquimbo, le chanteur Roberto Fonseca, alias Pachuco, alors mineur, rejoint le groupe, avec lequel le groupe connaîtra ses plus grands succès. D'abord choriste, il progresse progressivement dans le groupe. Son surnom est une idée de Luis Molina, lorsqu'il a vu que le garçon abordait le mambo de Pérez Prado, Pachuco bailarín, avec beaucoup de présence et de swing.
En 1957, ils sont rejetés par Odeon, qui refuse de sortir un disque du groupe, et la même année, le départ du chanteur Kimbo Martinez donne à Pachuco l'occasion de chanter en solo. Ils font une tournée au Pérou, avec des uniformes rouges et de meilleurs arrangements musicaux ; à cette époque, tous les musiciens étaient professionnels et se consacraient au groupe. Après la tournée au Pérou, Cubanacán obtient un contrat avec RCA Victor et entre en studio pour enregistrer son premier album : Baile con la Cubanacán, sorti en 1958. Après la sortie du disque, Pachuco devient irremplaçable, associant son nom au groupe et le dirigeant pour le reste des années 1960 et 1970. Avec lui, ils passeront aux nouveaux rythmes de la cumbia colombienne et chilienne.
L'apogée de leur popularité sera atteint lors de leurs trois participations au festival de Viña del Mar : en 1986, 1987 et 1989, où ils seront définitivement désignés comme l'orchestre Pachuco y la Cubanacán. Leurs tubes Abusadora et El Africano (connu pour le refrain ¡Mami, qué será lo que quiere el negro ?) ont marqué leur succès.
Le 7 janvier 2001, Roberto Fonseca, Pachuco, décède à l'âge de 64 ans et le groupe lui a rendu hommage lors de ses funérailles,. L'Orquesta Cubanacán lui rend hommage en le gardant dans son nom, et maintient sa présence active sur les scènes de musique tropicale, en se produisant dans des festivals, notamment lors de leur présentation à Viva Dichato 2013 et au stand chilien de l'Expo Milano 2015,. Ils ont également donné un concert à Rapa Nui en 2017.